# Seznam bolivijskih pesnikov
Seznam bolivijskih pesnikov.

## G
- Martha Gantier

## M
- Eduardo Mitre

## O
- Juan Carlos Orihuela

## P
- Leonardo García Pabón

## Q
- Humberto Quino

## R
- Marcelo Arduz Ruíz

## S
- Pedro Shimose

## W
- Blanca Wiethüchter